# 1610 w literaturze
Wydarzenia literackie w 1610 roku.

## Nowe książki
- polskie
  - Jan Achacy Kmita – Penelopea abo Niewinność dziwnie cudownej niewiasty siedem razy ciętej
  - Piotr Skarga – Pobudki do modlitwy 40 godzin
- zagraniczne
  - Francisco Rodrigues Lobo – O Condestabre de Portugal, Dom Nuno Álvares Pereira

## Urodzili się
- António Barbosa Bacelar, portugalski poeta (zm. 1663)
- António Serrão de Castro, portugalski poeta (zm. 1684)